# Susanna (helgon)
Susanna, död 295 i Rom, var en romersk jungfru som led martyrdöden tillsammans med sin far Gabinus under kejsar Diocletianus. På platsen för hennes martyrium på Quirinalen i Rom uppfördes senare kyrkan Santa Susanna. Festdag 11 augusti.